# Universal Soldier (nummer)
Universal Soldier is een nummer van de Canadese singer-songwriter Buffy Sainte-Marie. Het nummer verscheen als de zevende track op haar debuutalbum It's My Way! uit 1964. In 1965 zette de Schotse singer-songwriter Donovan het als titeltrack op zijn ep The Universal Soldier. Op 15 augustus van dat jaar werd zijn versie uitgebracht als single.

## Achtergrond
Universal Soldier is geschreven door Buffy Sainte-Marie en geproduceerd door Maynard Solomon. Sainte-Marie vertelde dat zij het nummer schreef vanuit het oogpunt van een student die een essay schrijft voor een professor die haar mening niet deelt, en dat zij hoopt om hem van mening te laten veranderen. Zij vertelde tevens: “Ik schreef het in de kelder van het koffiehuis The Purple Onion in Toronto aan het begin van de jaren 60. Het gaat over individuele verantwoordelijkheid voor oorlogen, en hoe het denken in oude vetes ons allemaal doodt.”
De Universal Soldier staat model voor elke soldaat in de wereld, ongeacht zijn lengte, leeftijd, religie, politieke achtergrond, de tijd waarin hij leeft, het land waarvoor hij vecht en ongeacht zijn motieven. Hij denkt dat hij vecht voor vrede, zonder zich te realiseren dat hij zelf schuldig is aan het bestaan van oorlogen.
Sainte-Marie verkocht ooit de rechten voor het nummer, maar kocht ze later terug voor $25.000.
In 1965 hoorde Donovan Universal Soldier voor het eerst. Hij nam een cover op in een arrangement dat leek op de originele opname van Sainte-Marie. Hij paste wel een aantal regels aan. Het nummer werd uitgebracht als de titeltrack van de ep The Universal Soldier. Hij scoorde een grote hit met het nummer: in de UK Singles Chart kwam het tot de vijfde plaats, terwijl de single in Nederland tot de negende plaats in zowel de Top 40 als de Tijd voor Teenagers Top 10 kwam. In de Verenigde Staten waren ep's niet populair, dus werd het uitgebracht op een normale single. Hier behaalde het plaats 53 in de Billboard Hot 100. Sainte-Marie was blij met het succes van de versie van Donovan, omdat meer mensen op deze manier het nummer konden horen. In 1991 bracht Donovan een live-opname van het nummer uit. Opvallend genoeg behaalde hij hier in Nederland een hitnotering mee; dit was zestien jaar na zijn laatste hit Salvation Stomp. Het kwam tot de vijfde plaats in de Tipparade en de veertigste plaats in de Nationale Top 100.
Andere artiesten die Universal Soldier, in het Engels of in een andere taal, hebben gecoverd, zijn onder meer Jake Bugg, Glen Campbell, Chumbawamba, Cowboy Gerard (als Zo maar een soldaat), First Aid Kit, Boudewijn de Groot (als De eeuwige soldaat, B-kant van Een meisje van 16), The Highwaymen, Lobo, Don Mercedes (ook als Zo maar een soldaat) en Juliane Werding. Daarnaast bracht Jan Berry, de helft van het duo Jan & Dean, een antwoordlied uit genaamd The Universal Coward, dat anti-oorlogsprotestanten juist bekritiseert. Dean Torrence, de andere helft van het duo, maakte bezwaar tegen dit nummer en deed er niet aan mee.

## Hitnoteringen
Alle hitnoteringen zijn afkomstig van de versie van Donovan.

### Nederlandse Top 40
| Hitnotering: 04-09-1965 t/m 27-11-1965 | Hitnotering: 04-09-1965 t/m 27-11-1965 | Hitnotering: 04-09-1965 t/m 27-11-1965 | Hitnotering: 04-09-1965 t/m 27-11-1965 | Hitnotering: 04-09-1965 t/m 27-11-1965 | Hitnotering: 04-09-1965 t/m 27-11-1965 | Hitnotering: 04-09-1965 t/m 27-11-1965 | Hitnotering: 04-09-1965 t/m 27-11-1965 | Hitnotering: 04-09-1965 t/m 27-11-1965 | Hitnotering: 04-09-1965 t/m 27-11-1965 | Hitnotering: 04-09-1965 t/m 27-11-1965 | Hitnotering: 04-09-1965 t/m 27-11-1965 | Hitnotering: 04-09-1965 t/m 27-11-1965 | Hitnotering: 04-09-1965 t/m 27-11-1965 | Hitnotering: 04-09-1965 t/m 27-11-1965 |
| Week                                   | 1                                      | 2                                      | 3                                      | 4                                      | 5                                      | 6                                      | 7                                      | 8                                      | 9                                      | 10                                     | 11                                     | 12                                     | 13                                     |                                        |
| -------------------------------------- | -------------------------------------- | -------------------------------------- | -------------------------------------- | -------------------------------------- | -------------------------------------- | -------------------------------------- | -------------------------------------- | -------------------------------------- | -------------------------------------- | -------------------------------------- | -------------------------------------- | -------------------------------------- | -------------------------------------- | -------------------------------------- |
| Positie                                | 33                                     | 20                                     | 13                                     | 10                                     | 9                                      | 11                                     | 11                                     | 13                                     | 14                                     | 20                                     | 27                                     | 33                                     | 39                                     | uit                                    |

### Tijd voor Teenagers Top 10/Nationale Top 100
| Hitnotering week 1 t/m 3: 18-09-1965 t/m 02-10-1965 Hitnotering week 4 t/m 10: 26-01-1991 t/m 09-03-1991 | Hitnotering week 1 t/m 3: 18-09-1965 t/m 02-10-1965 Hitnotering week 4 t/m 10: 26-01-1991 t/m 09-03-1991 | Hitnotering week 1 t/m 3: 18-09-1965 t/m 02-10-1965 Hitnotering week 4 t/m 10: 26-01-1991 t/m 09-03-1991 | Hitnotering week 1 t/m 3: 18-09-1965 t/m 02-10-1965 Hitnotering week 4 t/m 10: 26-01-1991 t/m 09-03-1991 | Hitnotering week 1 t/m 3: 18-09-1965 t/m 02-10-1965 Hitnotering week 4 t/m 10: 26-01-1991 t/m 09-03-1991 | Hitnotering week 1 t/m 3: 18-09-1965 t/m 02-10-1965 Hitnotering week 4 t/m 10: 26-01-1991 t/m 09-03-1991 | Hitnotering week 1 t/m 3: 18-09-1965 t/m 02-10-1965 Hitnotering week 4 t/m 10: 26-01-1991 t/m 09-03-1991 | Hitnotering week 1 t/m 3: 18-09-1965 t/m 02-10-1965 Hitnotering week 4 t/m 10: 26-01-1991 t/m 09-03-1991 | Hitnotering week 1 t/m 3: 18-09-1965 t/m 02-10-1965 Hitnotering week 4 t/m 10: 26-01-1991 t/m 09-03-1991 | Hitnotering week 1 t/m 3: 18-09-1965 t/m 02-10-1965 Hitnotering week 4 t/m 10: 26-01-1991 t/m 09-03-1991 | Hitnotering week 1 t/m 3: 18-09-1965 t/m 02-10-1965 Hitnotering week 4 t/m 10: 26-01-1991 t/m 09-03-1991 | Hitnotering week 1 t/m 3: 18-09-1965 t/m 02-10-1965 Hitnotering week 4 t/m 10: 26-01-1991 t/m 09-03-1991 | Hitnotering week 1 t/m 3: 18-09-1965 t/m 02-10-1965 Hitnotering week 4 t/m 10: 26-01-1991 t/m 09-03-1991 |
| Week | 1 | 2 | 3 | | 4 | 5 | 6 | 7 | 8 | 9 | 10 | |
| --- | --- | --- | --- | --- | --- | --- | --- | --- | --- | --- | --- | --- |
| Positie                                                                                                  | 9 | 9 | 9 | uit | 92 | 80 | 59 | 45 | 40 | 46 | 67 | uit |

### NPO Radio 2 Top 2000
| Nummer met noteringen in de NPO Radio 2 Top 2000 | '99 | '00 | '01  | '02 | '03 | '04 | '05  | '06  | '07  | '08  | '09  | '10  | '11  | '12 | '13  |
| ------------------------------------------------ | --- | --- | ---- | --- | --- | --- | ---- | ---- | ---- | ---- | ---- | ---- | ---- | --- | ---- |
| Universal Soldier                                | 826 | 978 | 1105 | 860 | 944 | 986 | 1154 | 1225 | 1355 | 1143 | 1554 | 1553 | 1754 | -   | 1847 |

1. ↑  Een '-' betekent dat het nummer niet was genoteerd en een vetgedrukt getal geeft de hoogste notering aan.
2. ↑  Deze tabel is bijgewerkt tot en met de laatste editie (2024).